# Cryin’ My Heart Out for You
«Cryin’ My Heart Out for You» (с англ. — «Плачу всем сердцем по тебе») — песня, записанная американской певицей Дайаной Росс. Её авторами стали Алли Уиллисом и Майкл Массер. Песня была выпущена Motown синглом в поддержку сборника To Love Again, когда стало известно о заключении контракта Росс с RCA, и всего за месяц до выхода «Endless Love». Композиция не имела большого успеха, достигнув лишь 58-го места в британском чарте.

## Отзывы критиков
Рецензент журнала Billboard написал: «Вслед за „It’s My Turn“ и „One More Chance“ Росс исполняет ещё одну изящную композицию Майкла Массера. Бархатистый вокал Росс плавно перетекает в сочную аранжировку».

## Список композиций
7" сингл
A. «Cryin’ My Heart Out for You» — 3:36
B. «To Love Again» (Джерри Гоффин, Майкл Массер) — 4:06

## Чарты
| Чарт (1981)                       | Высшая позиция |
| --------------------------------- | -------------- |
| Великобритания (UK Singles Chart) | 58             |